# Bellahøj Kirke
Bellahøj kirke ligger ud til Frederikssundsvej og ved Bellahøj skole.

## Eksterne kilder og henvisninger
- Bellahøj Kirke hos KortTilKirken.dk